# Maiwand (village)
Pour les articles homonymes, voir Maywand.
Maiwand ou Maiwand est le centre administratif du district de Maywand dans la province de Kandahâr en Afghanistan. Il est situé à 50 miles au sud-ouest de Kandahar.
Ce site a été le cadre d'une défaite britannique face à des Afghans le 27 juillet 1880.

## Annexe